# Deví-bhagavata-purana
El Devi-bhágavata-purana o Srimad-devi-bhágavatam es uno de los escritos más importantes ―junto al Devi-majatmia― en el saktismo, la veneración en el hinduismo de la diosa Saktí.

## Nombre y etimología
- devībhāgavatapurāṇa, en el sistema AITS (alfabeto internacional para la transliteración del sánscrito).
- देवीभागवतपुराण, en escritura devanagari del sánscrito.
- Pronunciación: /deví bhágavata purána/.[2]
- Etimología: ‘el Bhágavata-purana de [la diosa] Deví’, siendo:[2]
  - Bhágavata-purana, el purana sobre Bhagaván [Krisná], escrito hacia el siglo XI d. C.
    - bhágavata: lo relacionado con Bhaga-van (‘opulencia-poseedor’)
    - puraná: ‘lo antiguo’, leyendas.

  - deví: ‘diosa’, femenino de devá: ‘dios’.

## Contexto y contenido
El Deví-bhágavata-purana solo es sagrado para los saktas; el resto de sectas del hinduismo no lo considera sagrado.
El texto describe a Deví (‘diosa’), como origen y basamento del mundo y como idéntica al Brahman, el Ser Supremo.
Como madre divina, ella puede revelar su virat rupa o ‘forma universal’ (7, 33)
El texto describe las maneras apropiadas para adorarla, en especial la práctica del yoga, la meditación (7, 35), y el ritual (7, 39).
El Deví-bhágavata-purana también se ocupa de temas como el conocimiento espiritual, la ética social y personal, y los lugares santos para los saktas en la India.

## Origen
Su escritor es anónimo. El texto ―como casi todos los textos religiosos de la India― afirma haber sido escrito por el mítico sabio Veda Viasa (Krisná Dwaipaiana Veda Viasa), que también es considerado como el autor del Bhágavata-purana, el Majábharata (texto épico-religioso del siglo III a. C.) y el que se acredita con la división del Rig-veda (el texto más antiguo de la India, de mediados del II milenio a. C.) en cuatro partes: los cuatro Vedas.
El Deví-bhágavata-purana fue escrito probablemente en Bengala (donde el saktismo tenía más adeptos).
Puede ser fechado entre el siglo X y el XIV d. C. porque tanto el título como su contenido se refieren claramente al Bhágavata-purana (que es un texto krisnaísta del siglo X d. C.) y fue mencionado por primera vez en otro texto del siglo XIV.
El texto afirma ser un majá-purana (uno de los 18 ‘grandes Puranas’).
En la actualidad los visnuistas lo consideran un upa-purana (un Purana secundario).

## Contenido
De acuerdo con una declaración mencionada en el texto (1, 2, 11-16), el Deví-bhágavata-purana se compone de 12 skandhas (libros), 318 adhyayas (capítulos) y 18.000 versos.
- primer skandha: 20 capítulos.
  - Los tres primeros capítulos del primer skandha presenta la alabanza de Shaunaka hacia Suta por haber estudiado los dieciocho Puranas de Veda Viasa y ―a petición de Shaunaka―, Suta comenzó la narración. Los capítulos 4 a 19 describen el relato de Suka. El último capítulo narra la historia del Majábharata desde el casamiento de Shantanu con Satiavati hasta el nacimiento de Dhritarastra, Pandu y Vidura.
- segundo skandha: 12 capítulos
- tercer skandha: 30 capítulos
- cuarto skandha: 25 capítulos
- quinto skandha: 35 capítulos
- sexto skandha: 31 capítulos
- séptimo skandha: 40 capítulos
  - Los últimos nueve capítulos (31 a 40) del séptimo skandha se conoce como el Deví-guita. Se trata de un diálogo entre Parvati y su padre Jimavat. Se trata de la forma universal de la Deví, meditaciones sobre los principales textos de las Upanishads, el astanga-ioga (el yoga de ocho pasos), el gñana-ioga (el yoga del conocimiento), el karma-ioga (el yoga de la actividad) y bhakti (la devoción), la ubicación de los templos dedicados a la diosa Deví y los rituales propios de su culto.
- octavo skandha: 24 capítulos
- noveno skandha: 50 capítulos
- décimo skandha:13 capítulos
- undécimo skandha: 24 capítulos
- duodécimo skandha: 14 capítulos.

Al igual que otros Puranas, el Deví-bhágavata-purana contiene narraciones, secciones que alaban a Deví como la diosa suprema, e instrucciones en varios tipos de sadhana.
Algunas partes del texto han ingresado en el hinduismo popular, por ejemplo la narración de la lucha de la diosa Durga contra el demonio-búfalo Majisha Asura (libro 5, capítulo 2 a 18), que también se describe en el Deví-majatmia.
Este relato ofrece el telón de fondo mitológico del ritual anual llamado Durgá-puya, que se celebra sobre todo en Bengala.